# 中川謙三
中川 謙三（なかがわ けんぞう、1946年4月18日 - ）は、日本の実業家。TOKYO MX元代表取締役社長。

## 経歴
福井県大飯町（現：おおい町）出身。父から政治家松村謙三の名を付けられた。
1965年福井県立藤島高等学校卒業。1971年東京大学法学部卒業。同年鹿島建設入社。
平泉渉の選挙区が福井だった縁で平泉の秘書となり、1985年平泉の入閣に伴い、経済企画庁長官秘書官を務める。
1998年TOKYO MX取締役、2002年専務、2010年東京フットボールクラブ（FC東京）取締役、2010年後藤亘の命を受け、代表取締役社長に就任した。
2014年相談役。